# Untersuchungshaftanstalt des Ministeriums für Staatssicherheit
Das Ministerium für Staatssicherheit (MfS) betrieb von Anfang der 1950er Jahre bis 1989 Untersuchungshaftanstalten (UHA) in allen Bezirken der DDR. Dort wurden politische Häftlinge bis zur Verurteilung festgehalten.

## Funktion
Das MfS verstand sich als „Schild und Schwert“ der SED. Seine Aufgabe war nicht nur die eines Geheimdienstes, der die Sammlung und Auswertung von Informationen betrieb, sondern auch die eines Repressionsinstruments der SED gegenüber vermeintlichen und tatsächlichen politischen Gegnern der SED-Diktatur. Als politische Geheimpolizei nutzte die Stasi geheimdienstliche Methoden sowie polizeiliche und strafprozessuale Mittel. Hierzu verfügte jede MfS-Bezirksverwaltung über ein eigenes Untersuchungsgefängnis. Hinzu kamen noch das zentrale Untersuchungsgefängnis der Staatssicherheit in Berlin-Hohenschönhausen und zwei weitere Berliner Gefängnisse.
Es handelte sich um reine Untersuchungshaftanstalten. Nach der gerichtlichen Verurteilung der Opfer (das Gerichtsverfahren entsprach zu keiner Zeit rechtsstaatlichen Prinzipien (siehe auch DDR-Justiz)) wurden diese in die regulären Haftanstalten der DDR verlegt. Diese unterstanden dann nicht mehr dem MfS, sondern dem Ministerium des Innern. Politische Häftlinge wurden vielfach in Bautzen II festgehalten. Dieses Gefängnis wurde faktisch durch das MfS kontrolliert und ist heute Gedenkstätte.

## Organisation
Die Gefängnisse I und II wurden von der Abteilung XIV des Ministeriums betrieben, der auch die Aufsicht über die Abteilungen XIV der Bezirksverwaltungen für Staatssicherheit oblag. Diese Abteilungen hatten die Aufgabe, Untersuchungshaft- bzw. Strafvollzug einschließlich von Häftlingstransporten, erkennungsdienstlicher Behandlung, medizinischer Betreuung und der sogenannten „Absicherung der Gerichtsverhandlungen“ zu organisieren.
Vernehmungen und Ermittlungen wurden hingegen durch Mitarbeiter der Linie IX, der Untersuchungsabteilungen des MfS, vorgenommen. Dort lag auch die Verantwortung für die inoffizielle Arbeit mit Untersuchungshäftlingen, das Abhören von Zellen und Besucherräumen sowie weitere „politisch-operative Maßnahmen“ gegenüber Inhaftierten.

## Rechtliche Grundlage
Eine gesetzliche Grundlage für die Existenz der Gefängnisse des MfS bestand nie. Rechtlich war die Verwaltung Strafvollzug des Ministeriums des Innern in der DDR für den Betrieb von Gefängnissen zuständig. Auch im Strafvollzugsgesetz von 1968 wurde die Verantwortung des Innenministeriums (und des Verteidigungsministeriums für den Militärstrafvollzug) beschrieben.
Die Regelungen über den Betrieb der Stasi-Gefängnisse waren lediglich interne und geheime Dienstvorschriften über den Untersuchungs- und Strafvollzug des MfS. Eine erste Dienstanweisung zum Untersuchungshaftvollzug des MfS ist aus dem Jahr 1955 nachweisbar. 1968 und 1980 wurden jeweils gemeinsame Ordnungen über den Untersuchungshaftvollzug von der Generalstaatsanwaltschaft, dem Ministerium des Innern und dem Ministerium für Staatssicherheit erlassen.
1986 wurde im MfS ein umfassendes, nahezu alle Bereiche des Untersuchungshaftvollzuges im MfS einschließendes System von Befehlen und Dienstanweisungen geschaffen. Ebenfalls im Jahre 1986 kam auch ein Befehl über den Strafvollzug im MfS hinzu.

## Auflösung nach der Wende
Mit der Wende wurde am 17. November 1989 das Ministerium für Staatssicherheit von der Regierung Modrow in das Amt für Nationale Sicherheit (AfNS) umgewandelt. Am 14. Dezember beschloss der Ministerrat auf Druck der demokratischen Bürgerbewegung und unter dem Einfluss des Zentralen Runden Tisches die Auflösung des AfNS und damit aller Untersuchungsgefängnisse. Die Gefängnisabteilungen gingen in die Verwaltung des Ministeriums des Innern der DDR über.

## Zentrales Untersuchungsgefängnis der Staatssicherheit

### Untersuchungshaftanstalt I
Bei seiner Gründung übernahm das MfS 1950 die Untersuchungshaftanstalt des KGB in der Albrechtstraße am Reichsbahnbunker Friedrichstraße. Im Jahr 1951 trennte es die Untersuchungsgefangenen nach Zuständigkeit für das Territorium der DDR und Groß-Berlins auf. Die Abteilung IX des Ministeriums übernahm als Untersuchungshaftanstalt I die unterirdische Zentrale Untersuchungshaftanstalt der sowjetischen Geheimpolizei, das „U-Boot“ in Berlin-Hohenschönhausen. An Stelle des Kellergefängnisses trat 1960 ein Neubau. Zum Gefängniskomplex gehörten ab 1959 das Haftkrankenhaus des Ministeriums für Staatssicherheit sowie von 1952 bis 1974 das geheime Haftarbeitslager X für ausgewählte verurteilte Gefangene. Die Besuchszimmer für die Untersuchungsgefangenen der Untersuchungshaftanstalt I befanden sich in der Untersuchungshaftanstalt II in der Magdalenenstraße (siehe unten), für die übrigen Gefangenen im Gefängnis Rummelsburg.

### Untersuchungshaftanstalt II

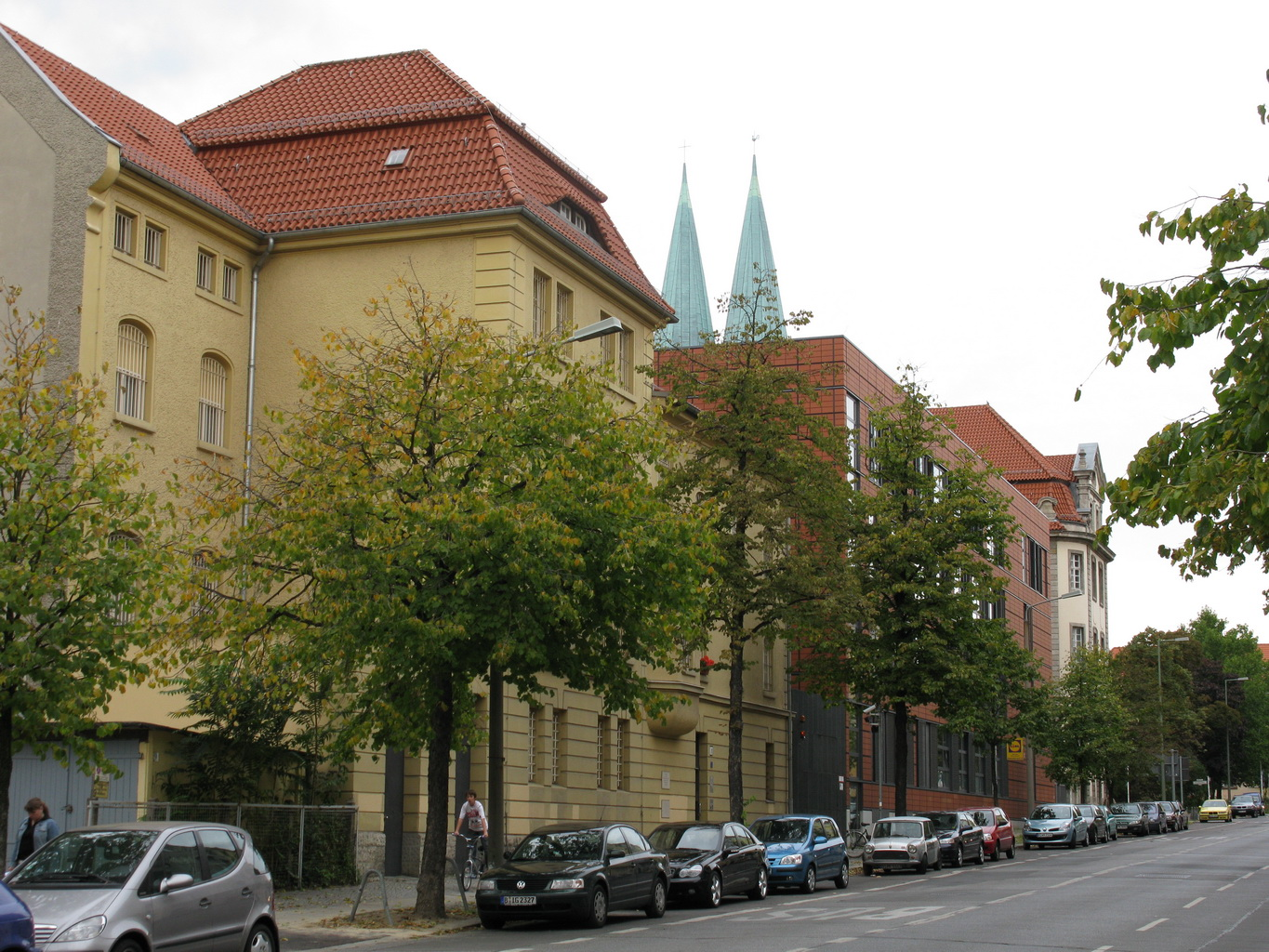
Ehemalige Untersuchungshaftanstalt II des MfS

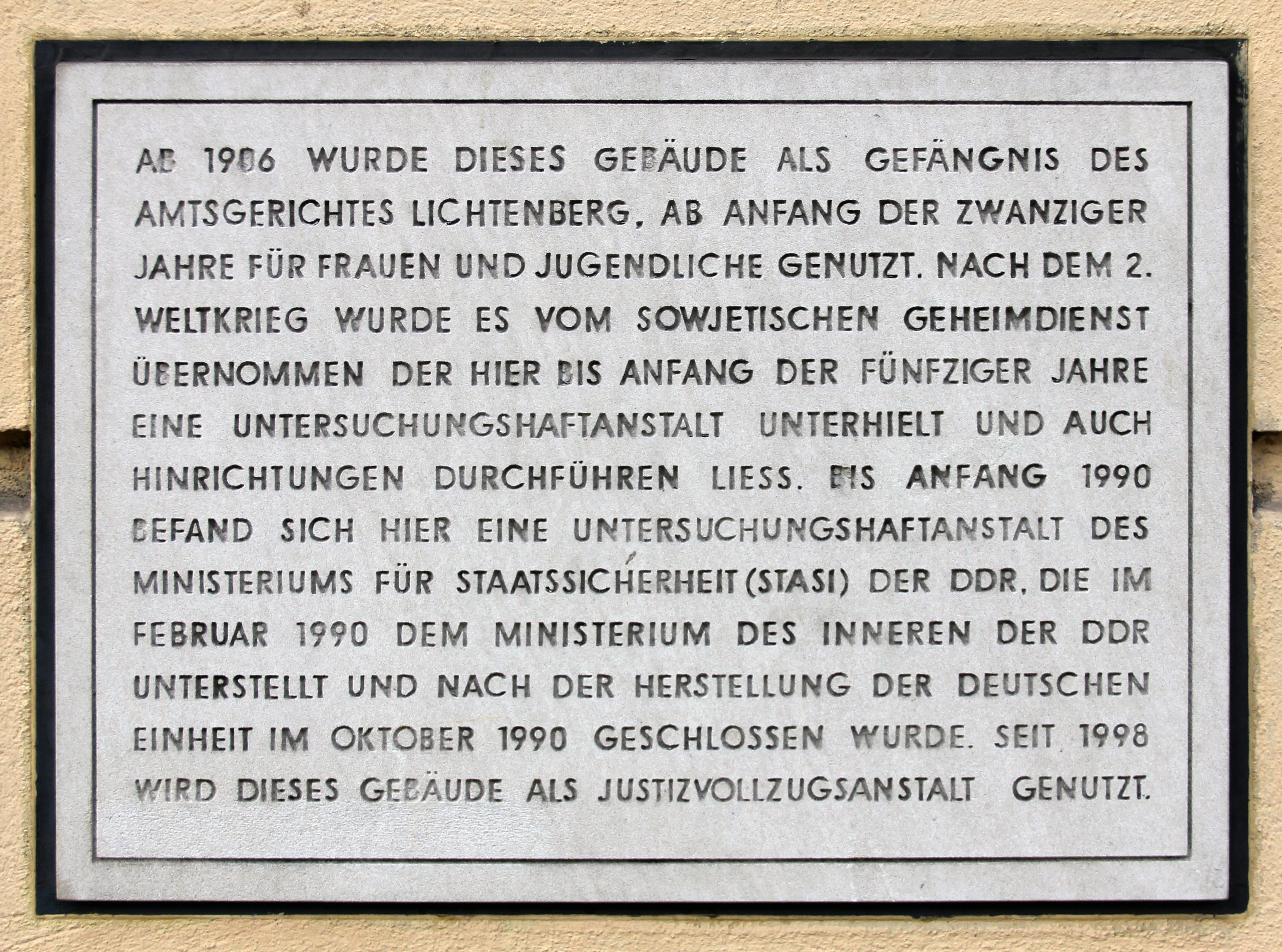
Gedenktafel an der ehemaligen Untersuchungshaftanstalt II des MfS

Die Untersuchungshaftanstalt II in der Magdalenenstraße in Berlin-Lichtenberg befand sich direkt neben der Zentrale des Ministeriums für Staatssicherheit. Sie war um 1890 errichtet und seit den 1930er-Jahren als Frauengefängnis genutzt worden, welches über einen internen Zugang mit dem Amtsgericht Lichtenberg am Roedeliusplatz verbunden war. 1955 bis 1989 diente diese Anlage als Untersuchungshaftanstalt des Ministeriums für Staatssicherheit für politische Gefangene, nachdem es 1945 bis 1955 in Verwendung des Sowjetischen Geheimdienstes gestanden hatte. Die sowjetische Dienststelle und das MfS nutzten das Gefängnis also fünf Jahre gemeinsam.
Bis 1989 fanden in der Untersuchungshaftanstalt II in der Magdalenenstraße auch die Besuchs- und Anwaltstermine aller Häftlinge der Untersuchungshaftanstalt I des MfS in Berlin-Hohenschönhausen statt, ebenso die Diplomatenbesuche für bundesdeutsche oder ausländische Häftlinge des MfS, die in solchen Fällen aus allen Teilen der DDR per Häftlingstransporter hierher überführt wurden. In einem Seitenflügel des Gefängnishofes hatte die für Militärstrafsachen zuständige Abteilung IX/6 der Hauptabteilung IX des MfS ihren Sitz, die für sämtliche Ermittlungsverfahren mit politischer Bedeutung verantwortlich war und in den Gerichtsverhandlungen direkten Einfluss auf Verlauf und Urteilsfindung hatte (z. B. 1980–1981 jenem gegen Werner Teske).
Die Lage der Untersuchungshaftanstalt II in der Magdalenenstraße führte dazu, dass das Gefängnis von den Häftlingen „Magdalena“ genannt wurde. Die Liedermacherin Bettina Wegner komponierte 1978 ein gleichnamiges Lied über diesen Namen und der Schriftsteller und Dissident Jürgen Fuchs verfasste einen Roman mit dem Titel „Magdalena“.

### Heutige Nutzung
Im Jahr 1994 wurde die Untersuchungshaftanstalt I zur Gedenkstätte, die Untersuchungshaftanstalt II ist heute einer der Standorte der Justizvollzugsanstalt für Frauen Berlin.

## Untersuchungshaftanstalten der Verwaltung Groß-Berlin der Staatssicherheit
Die Verwaltung Groß-Berlin der Staatssicherheit benutzte von 1951 bis 1956 an ihrem Sitz in der Prenzlauer Allee das bisherige sowjetische Gefängnis im Keller des Hauses 3, den „Hundekeller“. Ab Anfang der 1950er Jahre, spätestens ab 1956 befanden sich Untersuchungsabteilung und -Haftanstalt im Justizgebäude Kissingenstraße in Pankow. Die für Berlin zuständige Verwaltung der Staatssicherheit hieß ab 1976 „Bezirksverwaltung Berlin“.

## Untersuchungshaftanstalten der Bezirksverwaltungen des Ministeriums für Staatssicherheit

### Bezirk Rostock
Ende der 1950er Jahre errichtete die MfS-Bezirksverwaltung Rostock zusammen mit einer neuen Bezirksverwaltung eine Untersuchungshaftanstalt am Grünen Weg in Rostock. Zuvor teilte man sich ein Untersuchungsgefängnis mit der Volkspolizei in der Rungestraße hinter dem Rostocker Hof. Das neue vierstöckige Gebäude am Grünen Weg verfügte über etwa 50 Zellen, in denen planmäßig 110 Personen gleichzeitig inhaftiert werden konnten. Heute ist das Gebäude eine Dokumentations- und Gedenkstätte.

### Bezirk Schwerin
Die Untersuchungshaftanstalt der Bezirksverwaltung des MfS im Bezirk Schwerin am Demmlerplatz in Schwerin war seit 1916 Gerichtsgefängnis. Seit 1933 wurden hier politische Gefangene festgehalten, zunächst durch die nationalsozialistischen Machthaber, ab 1945 durch den sowjetischen Geheimdienst und seit Anfang 1954 durch das MfS. Seit der Wende wird das Objekt durch das Landgericht Schwerin genutzt. Seit 2001 besteht ein Dokumentationszentrum zur Erinnerung an die Opfer beider deutscher Diktaturen.

### Bezirk Neubrandenburg
1953 richtete die Bezirksverwaltung des MfS im Bezirk Neubrandenburg in einer kleinen, um die Jahrhundertwende erbauten Haftanstalt in der Töpferstraße 13a in Neustrelitz eine Untersuchungshaftanstalt ein. Diese wurde bis 1987 genutzt, während bereits 1983 mit dem Bau einer neuen UHA in Neubrandenburg begonnen wurde. Die UHA in Neubrandenburg wurde von 1987 bis 1989 als MfS-Untersuchungshaftanstalt des Bezirkes genutzt. Bis Ende 2018 war dort die Justizvollzugsanstalt Neubrandenburg untergebracht. Am Neustrelitzer Standort befindet sich seit 2016 eine Gedenkstätte.

### Bezirk Potsdam
Seit 1953 betrieb die Bezirksverwaltung des MfS im Bezirk Potsdam eine Untersuchungshaftanstalt in der Lindenstraße 54/55 in Potsdam. Seit 1995 ist der Gebäudekomplex Mahn- und Gedenkstätte.

### Bezirk Frankfurt (Oder)
Die Bezirksverwaltung des MfS im Bezirk Frankfurt (Oder) übernahm etwa 1950 das Gefängnis in der Collegienstraße 10 vom sowjetischen Geheimdienst als Untersuchungshaftanstalt. Auf dem Gelände stand bereits Ende des 18. Jahrhunderts ein Arbeitshaus, das 1812 als Polizei- und Gerichtsgefängnis umgebaut wurde. 1933 übernahm die Gestapo das Gefängnis, hielt dort Gegner des Regimes fest und nahm auch Hinrichtungen vor. Die sowjetischen Besatzungsbehörden setzten diese Nutzung fort und übergaben das Gebäude nach der Gründung der DDR an die Stasi.
1969 zog die Bezirksverwaltung des MfS in die Otto-Grotewohl-Straße 53 (heute: Robert-Havemann-Straße 11) um, und das bisherige Stasi-Gefängnis wurde durch die Volkspolizei genutzt. Nach der Wende wurde eine Gedenk- und Dokumentationsstätte eingerichtet.

### Bezirk Cottbus
In Cottbus wurde das Amtsgerichtsgefängnis von Mai 1945 bis 1950 als Untersuchungshaftanstalt des NKWD und später der Bezirksverwaltung des MfS im Bezirk Cottbus genutzt. Das Gerichtsgefängnis im Stil der deutschen Renaissance ist Teil des 1905 bis 1907 errichteten königlichen Amtsgerichts. Architekten waren Baurat Beutler und Regierungsbaumeister Krause. Heute ist das ehemalige Stasi-Gefängnis das Haus 2 des Landgerichts Cottbus am Gerichtsplatz direkt am Spreeufer.
Zu den politischen Häftlingen in diesem Gefängnis gehörten unter anderem der Generalsekretär der CDU in Brandenburg Dieter Dombrowski, der brandenburgische Landtagspräsident Gunter Fritsch (SPD), der Plastinator Gunther von Hagens und auch der Chef der Stasi-Unterlagenbehörde Roland Jahn. Ein Gedenkstein erinnert seit dem 3. Dezember 1993 an die Opfer der NS- und SED-Diktatur.

### Bezirk Magdeburg
Von 1950 bis 1958 war die Untersuchungshaftanstalt der Bezirksverwaltung des MfS im Bezirk Magdeburg in der Vollzugsanstalt Magdeburg-Sudenburg untergebracht. Danach betrieb das MfS eine eigene Untersuchungshaftanstalt am Moritzplatz in Magdeburg. Aus Sicht der sozialistischen Machthaber war Magdeburg ein kritisches Pflaster. Beim Volksaufstand am 17. Juni 1953 stürmten ca. 1.000 Demonstranten die Untersuchungshaftanstalt Magdeburg-Neustadt und befreiten 221 Häftlinge.

### Bezirk Halle
Die Untersuchungshaftanstalt der Bezirksverwaltung des MfS im Bezirk Halle war seit 1952 das Gefängnis in Halle (Saale), Am Kirchtor 20, im Volksmund „Roter Ochse“ genannt. Über 9000 politische Häftlinge waren im Laufe der DDR-Geschichte hier gefangen.

### Bezirk Leipzig
Die Untersuchungshaftanstalt der Bezirksverwaltung des MfS im Bezirk Leipzig befand sich in der Beethovenstraße in Leipzig. Das Gebäude wurde im 19. Jahrhundert nach Entwürfen des Architekten Hugo Licht gebaut und war Teil eines ganzen Justiz- und Gefängniskomplexes gegenüber dem ehemaligen Reichsgericht. Das Gefängnis verfügte über eine Kapazität von 98 politischen Häftlingen. 1988 lag die Durchschnittsbelegung bei 45. Leiter der Gefängnisses war zuletzt Oberstleutnant Horst Näther.

### Bezirk Dresden
Seit 1952 betrieb die Bezirksverwaltung des MfS im Bezirk Dresden eine Untersuchungshaftanstalt in der Bautzner Straße in Dresden. Seit 1995 ist der Gebäudekomplex Mahn- und Gedenkstätte.

### Bezirk Karl-Marx-Stadt

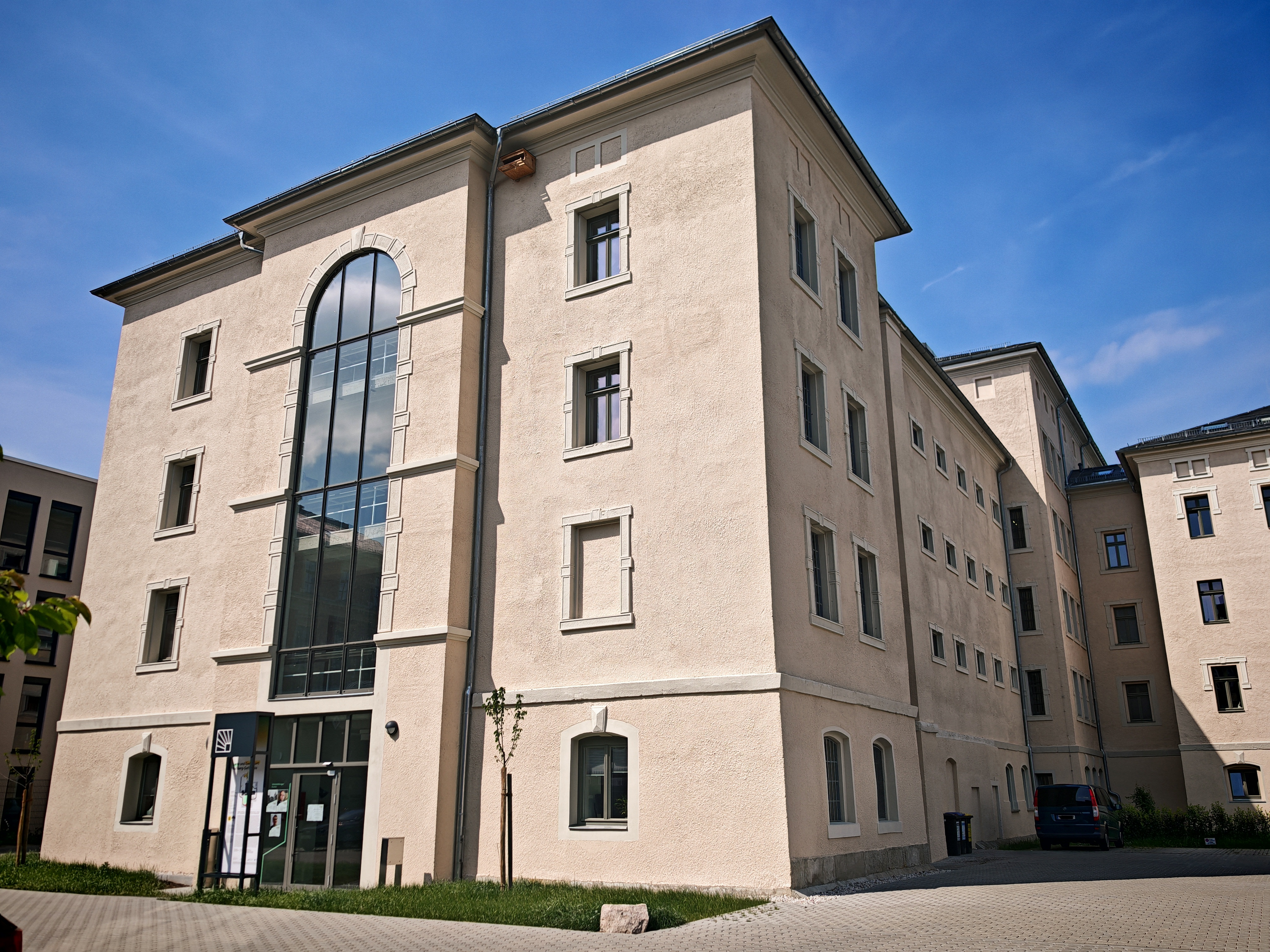
Außenansicht des heutigen Lernorts im früheren Hafttrakt B

Die Untersuchungshaftanstalt der Bezirksverwaltung des MfS im Bezirk Karl-Marx-Stadt befand sich ab 1950 im Kaßberg-Gefängnis. Von 1966/67 an war sie zudem der zentrale Abwicklungsort für den Häftlingsfreikauf aus der DDR aufseiten des ostdeutschen Regimes. Zuletzt verfügte das Gefängnis über 163 Zellen für 329 politische Gefangene. Die Anstalt war in drei Trakte gegliedert. Im Trakt A befanden sich die Untersuchungshäftlinge, in Trakt B die Häftlinge, die für den Häftlingsfreikauf vorgesehen waren, und Trakt C diente als Reserve. Heute erinnert der Lern- und Gedenkort Kaßberg-Gefängnis mit einem Gedenkort an der Außenmauer, einem Außenrundgang über das Gelände und dem Lernort im früheren Hafttrakt B mit Dauerausstellung an die doppelte Diktaturgeschichte des einstigen Gefängnisses und den Häftlingsfreikauf.

### Bezirk Erfurt
Die Untersuchungshaftanstalt der Bezirksverwaltung des MfS im Bezirk Erfurt befand sich in der Andreasstraße in Erfurt. Das Gebäude wurde 1874/79 als Gerichtsgefängnis erbaut und später als Polizeigefängnis genutzt. Ab 1952 wurde das Gebäude teilweise von der Stasi genutzt. Während bis dahin politische Gefangene in anderen Gefängnissen festgehalten wurden, wurde nun die UHA Erfurt für die Untersuchungshaft politischer Häftlinge genutzt. Heute ist das Gefängnis eine Gedenk- und Bildungsstätte.

### Bezirk Gera
In Gera wurde das Amtsgerichtsgefängnis „Amthordurchgang“ von Mai 1945 bis 1950 als Untersuchungshaftanstalt des NKWD und später der Bezirksverwaltung des MfS im Bezirk Gera genutzt. Heute ist es die Gedenk- und Begegnungsstätte im Torhaus der politischen Haftanstalt 1933-1945 und 1945-1989.

### Bezirk Suhl
Das 1859 fertiggestellte Gefängnis wurde von 1953 bis 1989 als Untersuchungshaftanstalt der Bezirksverwaltung Suhl genutzt. Heute ist hier das Staatsarchiv Meiningen – Außenstelle Suhl (Archivdepot).